# Dimensión Latina (álbum)
Dimensión Latina es el décimo cuarto álbum de la agrupación venezolana Dimensión Latina. El álbum homónimo fue editado en 1979 por la disquera Velvet de Venezuela en formato larga duración de vinilo a 33⅓ RPM. 
Este fue el último disco de la Dimensión Latina con el vocalista Rodrigo Mendoza, quien junto al pianista Jesús Narváez (quien había abandonado la banda en el disco anterior) formó la Orquesta Amistad en abril de 1979. Esta banda grabó tres álbumes, Presente y pasado, El poder de la amistad (1979) y Calavén y yo (1981), este último con Carlos Rafael Perdomo Yánez, más conocido como el Negrito Calavén en sustitución de Rodrigo, quien se había ido a La Salsa Mayor, la orquesta de Oscar D'León. 
Mendoza después cantaría con La Gran Banda de Venezuela en el LP Sabrosito '84. A finales de los años 1980 fue uno de los que reagrupó la Dimensión Latina. Jesús Narváez regresaría a la Dimensión Latina para grabar Producto de exportación (1984), El sonido original (1986) y Canto para ti (1989). Para el disco siguiente la banda contrató a Samuel Del Real para encargarse del piano que Narváez había dejado vacante.

## Canciones
Lado A
1. Son del Bohio
2. Pásame esa arepa
3. Lo que es un beso
4. Crocante habanero
5. Linda Minerva

Lado B
1. Corazón chantajista
2. Que traigan el guaguancó
3. ¿Qué piensas?
4. ¿Cómo fue?
5. Al cantío de un gallo

## Créditos (alfabético)
Músicos
- Andy Montañez: Voz
- Carlos Guerra: Trombónes y coros
- Carlos Guillén: Percusión
- César Monge: Trombones y coros
- Gustavo Carmona: Bajo
- José Rodríguez: Percusión
- José Rojas: Trombones y coros
- Argenis Carruyo: Voz
- Samuel Del Real: Piano
- Luis Machado: Percusión

Producción
- Arreglos: César Monge

## Fuente
- Discografía de la Dimensión Latina en La Venciclopedia (GFDL)

- Datos: Q5807214